# Малгрю, Джейми
Джейми Малгрю (англ. Jamie Mulgrew; род. 5 июня 1986, Белфаст) — североирландский футбольный полузащитник, игрок «Линфилда».

## Карьера

### Ранние годы
В составе сборной графства Даун дважды участвовал в Молочном кубке (2001, 2003), в 2003 году был признан организаторами лучшим игроком турнира в своей команде, занявшей 13-е место.

### В клубах
Джейми дебютировал в большом футболе в сезоне 2004/05, проведя один матч за «Гленторан» в победном для клуба чемпионате Северной Ирландии. Со второй командой клуба побеждал в Кубке Джорджа Уилсона (соревнование для дублей команд высшей лиги и первых команд всех остальных клубов страны), доходил до финала Кубка Стила и сыновей.
С сезона 2005/06 выступает другой белфастский клуб — «Линфилд», с которым шесть раз оформлял «золотой дубль». В 2010 году признавался игроком года в клубе, по итогам сезона 2014/15 стал первым обладателем новой клубной награды — «Билли Мейкл Мемориал Трофи», которая вручается самому неравнодушному игроку команды.
Летом 2011 года был близок к переходу в MLS (был на просмотре в клубах «Коламбус Крю» и «Портленд Тимберс»), но в итоге заключил новый контракт с «Линфилдом».

### В сборных
В 2007 году выступал за молодёжную сборную Северной Ирландии в отборе к молодёжному чемпионату Европы 2009 года.
В 2010 году принял участие в двух товарищеским матчах главной сборной страны: против Турции и Чили.

#### Матчи Малгрю за сборную Северной Ирландии
| № | Дата        | Оппонент | Счёт | Голы Малгрю | Соревнование      |
| - | ----------- | -------- | ---- | ----------- | ----------------- |
| 1 | 26 мая 2010 | Турция   | 0:2  | —           | Товарищеский матч |
| 2 | 30 мая 2010 | Чили     | 0:1  | —           | Товарищеский матч |

Итого: 2 матча / 0 голов; 0 побед, 0 ничьих, 2 поражения.

## Личная жизнь
22 октября 2014 года женился на Клэр, с которой познакомился за восемь лет до этого в Бангорской Академии. Джейми имеет бизнес в сфере школьного спорта.

## Достижения

### Командные
Как игрока «Гленторана»:
- Чемпионат Северной Ирландии:
  - Чемпион: 2004/05
- Кубок Джорджа Уилсона:
  - Чемпион: 2004/05
- Кубок Стила и сыновей:
  - Финалист: 2004/05

Как игрока «Линфилда»:
- Кубок Сетанта Спортс:
  - Финалист: 2007
- Чемпионат Северной Ирландии:
  - Чемпион: 2005/06, 2006/07, 2007/08, 2009/10, 2010/11, 2011/12, 2016/17
  - Второе место: 2008/09, 2013/14, 2014/15, 2015/16
  - Третье место: 2012/13
- Кубок Северной Ирландии:
  - Победитель: 2005/06, 2006/07, 2007/08, 2009/10, 2010/11, 2011/12, 2016/17
  - Финалист: 2015/16
- Кубок североирландской лиги:
  - Победитель: 2005/06, 2007/08
- Кубок графства Антрим:
  - Победитель: 2013/14, 2016/17
  - Финалист: 2008/09, 2009/10, 2010/11, 2012/13, 2015/16

### Личные
Как игрока «Линфилда»:
- Чемпионат Северной Ирландии:
  - Игрок месяца по версии футбольных журналистов Северной Ирландии: ноябрь 2016
  - Член символической сборной сезона по версии футбольных журналистов Северной Ирландии: 2016/17
- Футболист года в Ольстере: 2016/17
- Игрок года в клубе по версии сайта LinfieldFC.com: 2010
- Игрок года по версии болельщиков: 2016/17
- Билли Мейкл Мемориал Трофи: 2014/15